# Pradera Jizera

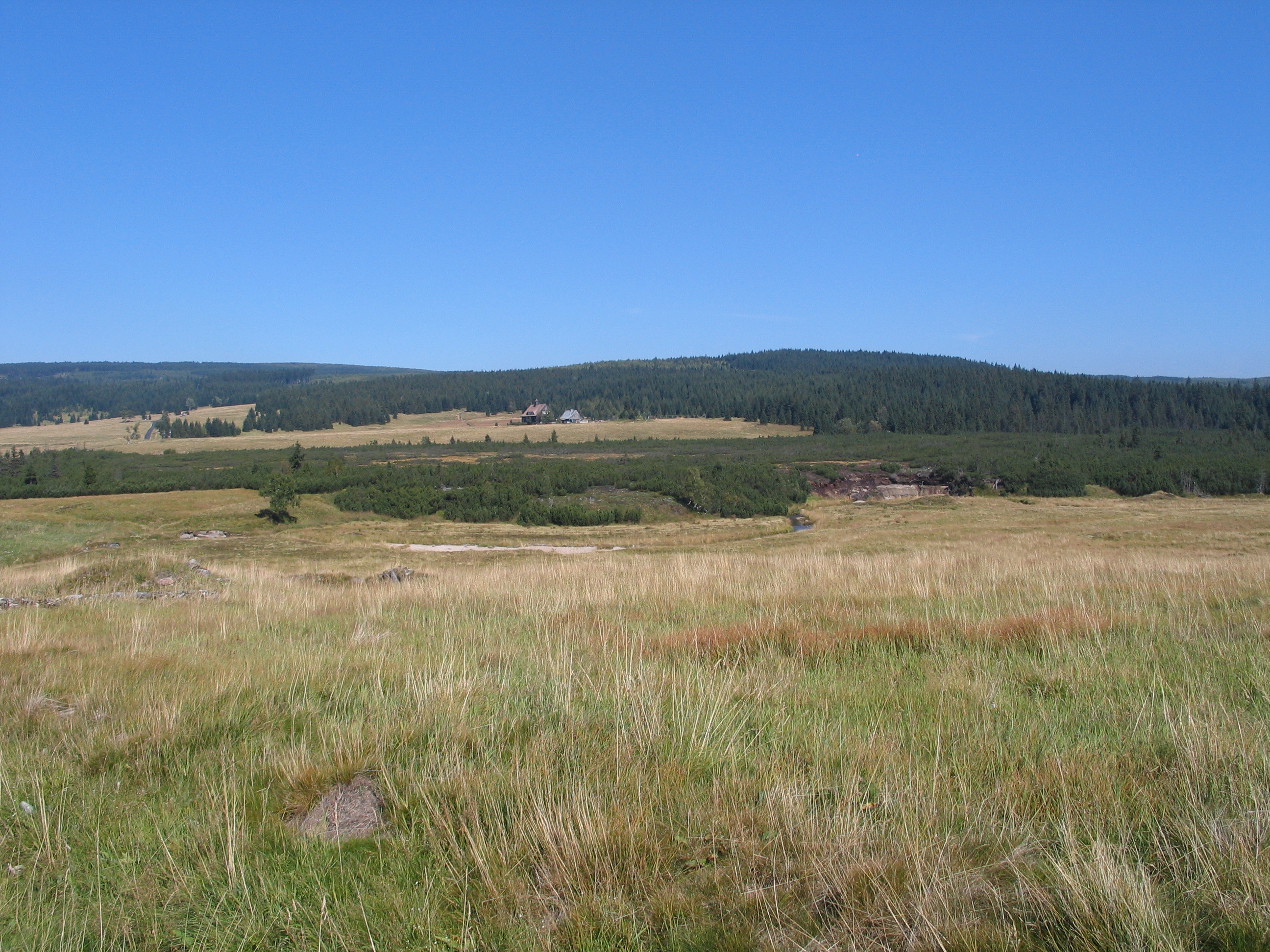
Pradera Jizera, un chalé en la distancia

Pradera Jizera (polaco: Izerska Łąka, alemán: Grosse Iserwiese, checo: Velká Jizerská louka) - una pradera alpina situada a una altitud de 840-880 m sobre el nivel del mar en el valle del río Jizera en las Montes Jizera en los Sudetes.
La zona se llama Hala Izerska en el registro estatal de nombres geográficos (polaco: PRNG, państwowy rejestr nazw geograficznych). El origen de este nombre se atribuye a Tadeusz Steć en los años 50 del siglo XX.

## El clima

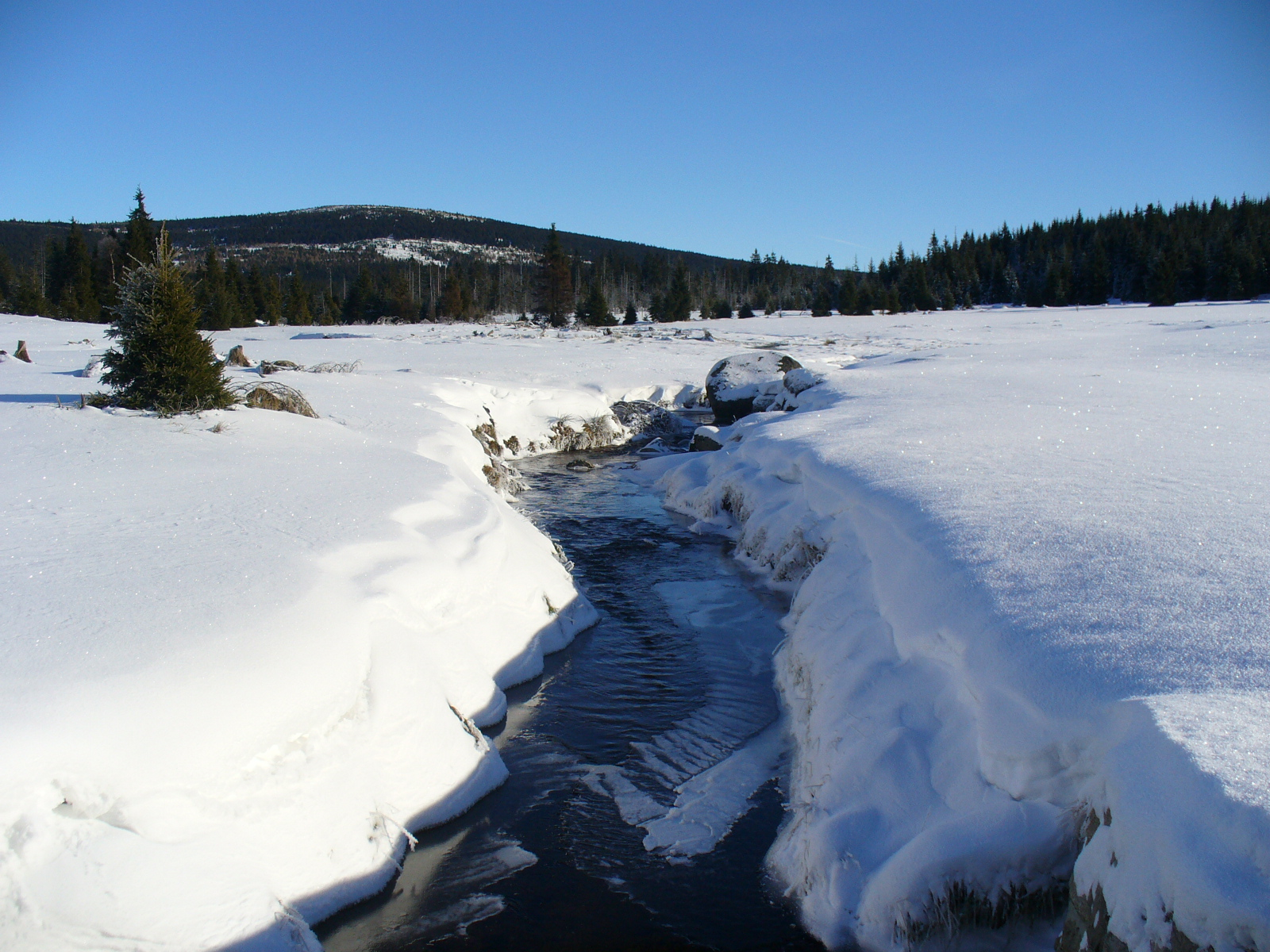
Pradera Jizera en invierno – polo del frío polaco

Las condiciones climáticas de la Pradera Jizera son similares a las de la zona subalpina de las Montañas de los Gigantes, 600 m más alta, debido a la afluencia de aire fresco y húmedo del Atlántico. Allí se pueden registrar temperaturas negativas en verano: -5,5 °C (20 de julio de 1996), -1,7 °C (14 de agosto de 2012). El 29 de diciembre de 1996 se registraron -36,6 °C y el 3 de febrero de 2012 -36 °C. Se registran temperaturas negativas en todos los meses, y la nieve se mantiene hasta mayo. Debido a las temperaturas medias anuales más bajas, Pradera Jizera está considerada el polo del frío polaco (compitiendo con Puścizna Rękowiańska). Las temperaturas más bajas registradas en Pradera Jizera son el efecto de la inversión térmica nocturna, que se produce cuando el aire frío desciende desde las laderas de las montañas hacia el valle estrecho. La precipitación anual es de 1.500 mm, aproximadamente la misma que en las Montañas de los Gigantes y las Montes Tatras.

## La naturaleza
En Pradera Jizera se pueden encontrar los ejemplares característicos de las turberas: camarina negra, carex pauciflora, carex limosa, eriophorum vaginatum, hierba algodonera y rocío de sol. En esta zona se sitúa el rodal más bajo de pino negro, uno de los dos únicos fuera de las Montañas de los Gigantes que hay en los Sudetes. Este territorio abarca parcialmente la reserva natural Las Turberas del Valle de Jizera (polaco: rezerwat przyrody Torfowiska Doliny Izery) y forma parte del área Ramsar bajo el mismo nombre con el número 2319.

## El turismo

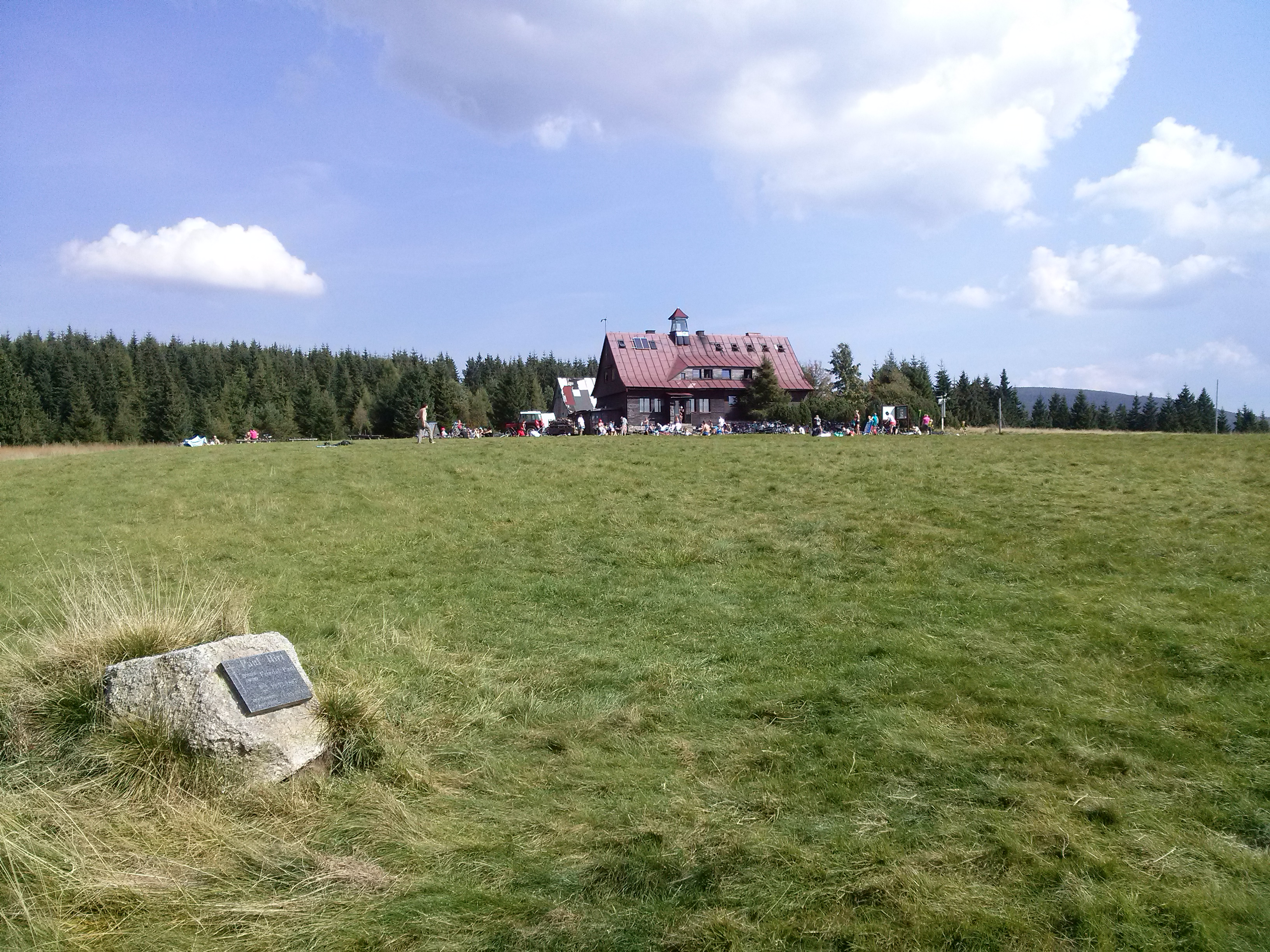
La lápida de Paul Hirt y el chalé Chatka Górzystów

El chalé Chata Górzystów es el único edificio que se ha conservado del pueblo de Gross-Iser, que fue destruido en la década de los años 50 del siglo XX. Al chalé conducen rutas empedradas para ir en bicicleta o a pie, entre otros la desde Świeradów-Zdrój, así como rutas de senderismo y esquí.

## Rutas de senderismo
Las siguientes rutas atraviesan la Pradera:
- ruta turística roja a Jakuszyce
- ruta turística amarilla de Stog Izerski a Rozdroże Izerskie
- ruta turística azul de Polana Izerska a Szklarska Poręba